# Erich Schönfeld

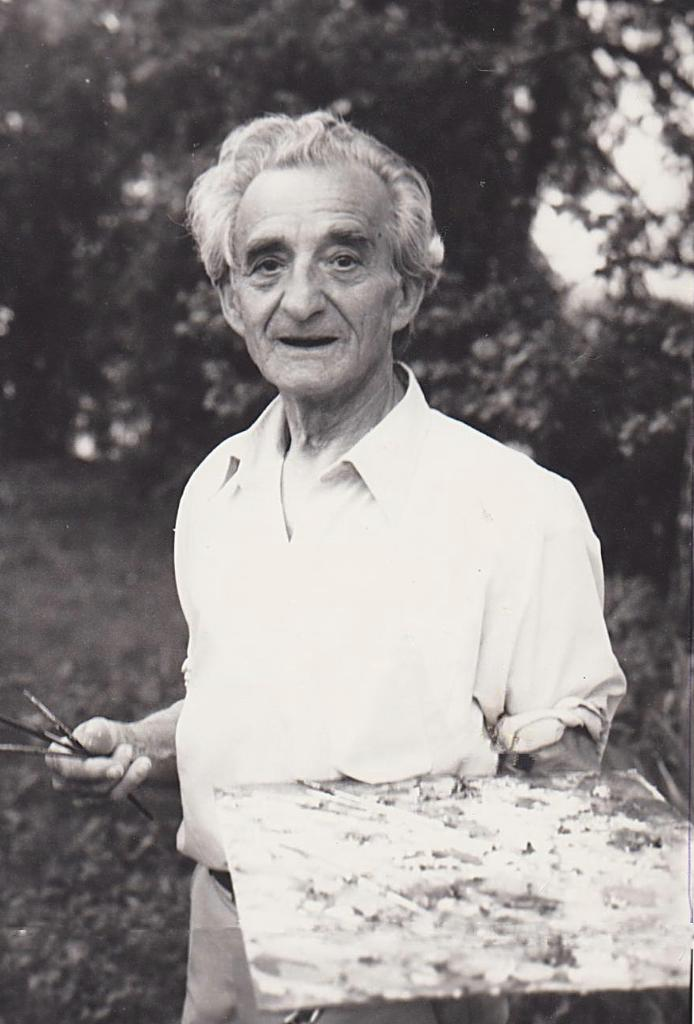
Erich Schönfeld

Erich Schönfeld (* 8. Februar 1904 in Berlin; † 13. Februar 1983 in Warsingsfehn) war ein deutscher Maler und Grafiker.

## Leben

### Jugend
Erich Schönfeld wurde als siebentes Kind des Konditormeisters und Stollwerck-Schokoladenlaboranten Wilhelm Schönfeld und seiner Ehefrau Minna (geb. Bergmann) in Berlin-Wedding geboren. Seit 1914 lebte die Familie in der Mohrenstraße im Berliner Zentrum.
Mit 15 Jahren wurde Erich Schönfeld in das „Schulatelier für Zeichnen und Malen, Vorbereitungsanstalt für die höheren Kunsthochschulen“ aufgenommen. Da auch eine kunstgewerbliche Tätigkeit Voraussetzung für die Aufnahme des Kunststudiums war, erlernte er mit 16 Jahren die Porzellanmalerei.

### Vom Studium zur UFA
Mit 17 Jahren bestand er die Aufnahmeprüfung an der Unterrichtsanstalt des Kunstgewerbemuseums, die, 1924 mit der Hochschule für bildende Künste zusammengelegt, nunmehr als Vereinigte Staatsschulen für freie und angewandte Kunst firmierte.
Erich Schönfeld wurde 1922 Schüler von Emil Orlik und belegte Kurse für Zeichnen und Malen bei Ernst Böhm, Tiefdruck und Steindruck bei Carl Michel, Aktzeichnen bei Koch und Henseler, Schriftzeichnen und  Schriftschreiben bei Heuer. Aufgrund seiner Leistungen erhielt Erich Schönfeld ein staatliches Stipendium und gewann mehrere Preise bei Wettbewerben. Zum Abschluss seines Kunststudium 1927 wurde seine Hauptbegabung auf dem Gebiet der Graphik attestiert.
1927 wurde er Mitarbeiter in ihren Trickfilmstudios der UFA-Filmgesellschaft. 1930 eröffnete er ein Trickfilmatelier und arbeitete für verschiedene Filmfirmen, wie Tobis-Tonbild-Syndikat und Terra Film. Als Grafiker schuf er für Spielfilme wie „Der Kurier des Zaren“ und „Der Draufgänger“ die Schriftgrafik für den Vorspann und gestaltete vor allem Trickfilmzeichnungen.
Schönfeld fertigte Werbung für das Berliner Kaufhaus Wertheim und den Norddeutschen Lloyd, Bühnenbilder für das Schauspielhaus (u. a. für Dantons Tod). 1936 arbeitete Schönfeld ein paar Monate auf Schloss Wiesenburg (Naturpark Hoher Fläming), wo er u. a. Prinzessin Reuss XXVI, Graf von Plauen und dessen Gattin porträtierte.

### Kriegs- und Nachkriegsturbulenzen
Als Kartograf bei der Wehrmacht eingezogen, war Schönfeld ab 1940 bei Saint-Nazaire an der französischen Atlantikküste und von 1942 bis 1945 im Süden der Niederlande stationiert, wo er sich mit einer niederländischen Krankenschwester aus Groningen, Klaziena Hoeksema, kriegstrauen ließ. Nach Kriegsende aus dem Lazarett Augsburg entlassen, schlug Schönfeld sich nach Leer in Ostfriesland durch, wohin seine Ehefrau mit den gemeinsamen einjährigen Zwillingen 1946 folgte.
In den ersten Nachkriegsjahren gründete Erich Schönfeld zusammen mit Westermann, dem Pianisten und Schriftsteller Bruno Johannes Loetz und Frau Kochan in Leer einen politisch-intellektuellen Zirkel, der unentgeltlich Vorträge und Kurse zu Kunst, Literatur und Allgemeinbildung anbot. Daraus entwickelte sich das ‚Volksbildungswerk‘, aus dem später die Volkshochschule hervorging, an der er als Dozent tätig wurde. Von 1977 bis 1980 leitete er dort die von ihm initiierte drucktechnische Werkstatt. Schönfeld war Mitglied im Bund Bildender Künstler Ostfriesland.

## Werk

### Künstlerisch breites Spektrum
Erich Schönfeld nutzte eine Vielfalt von Mal-, grafischen und Drucktechniken bis hin zu plastischem Gestalten. Sein Betätigungsfeld reichte von Bühnenbildentwürfen bis zum Trickfilm, von Werbeplakaten bis zu Wandmalereien, von Porträts bis zu Landschaften, Veduten und Seestücken, von Porzellanmalerei, Schnitz- und Schreinerarbeiten bis zu kalligraphischen Blättern. 
Seine Werke aus der Zeit zwischen den beiden Weltkriegen sind nur rudimentär erhalten; auch viele Nachkriegsarbeiten sind nicht archiviert. 

### Frühe Berliner Einflüsse
Erich Schönfeld hat sich Anfang des 20. Jahrhunderts unter anderem bei Kunstausstellungen, insbesondere auch der Berliner Sezession, mit modernen Strömungen der bildenden Kunst auseinandergesetzt. Nach eigenem Zeugnis haben ihn der frühe Pablo Picasso, Vincent van Gogh, Edvard Munch, Käthe Kollwitz, Max Slevogt, Adolph von Menzel und insbesondere Matthias Grünewald beeindruckt. An modernistischen Strömungen bemängelte er deren allzu konstruktivistische Kompositionen und auch deren gelegentlich handwerkliche Ausführung.
Erich Schönfeld erlebte während seiner Studienzeit in Berlin Max Liebermann und konnte ihm gelegentlich technisch assistieren. Er nahm zunächst spätimpressionistische Impulse von dessen Werk auf. Auf diesem Weg beeinflussten auch Heinrich Zille und Käthe Kollwitz mit ihren sozialkritischen Werken. Emil Orlik wurde zu Schönfelds persönlichem und künstlerischem Übervater. Weniger dessen Japonismus und Affinität zum Jugendstil als vielmehr dessen Porträts hätten ihn geprägt.

## Gestalteter Naturalismus
Es lassen sich keine klar abzugrenzenden Stilepochen in Schönfelds Werk aufzeigen, wohl aber können motivische Schwerpunkte und handwerkliche Differenzierungen vorgenommen werden. 
Zwischen 1945 und 1983 hat Schönfeld eine große Anzahl von Landschaftsbildern geschaffen, in deren Mittelpunkt Windmühlen stehen; oft seriell und in verschiedenen Techniken ausgeführt. Noch sein letztes, allerdings unvollendetes Werk, eine Radierung vom Februar 1983, gestaltet einen Galerieholländer. In Holland und Ostfriesland war der Künstler von diesen markanten Bauwerken umgeben, die in der Nachkriegszeit ihre  wirtschaftliche Bedeutung verloren. Lübbert R. Haneborger nannte das „Malerei als Gedächtnisspeicher  für historische Bestände“.

### Inszenierte Realität
Bei einer detaillierten Wiedergabe der Realität werden inszenatorische Eingriffe des Künstlers augenscheinlich. Solche gestalterischen Freiheiten sind oft nur nachzuweisen, wenn fotografische Vergleiche oder Überprüfung vor Ort möglich sind.
Schönfelds serielle Arbeitsweise erleichtert es (durch Vergleich der Arbeiten mit dem jeweils gestalterisch abgewandelten identischen Motiv) nachzuvollziehen, wie er die vorgefundene Realität passend für seine jeweilige kompositorische Vorstellung inszeniert hat. Dafür eignen sich die zahlreichen Baum- bzw. Waldmotive, die teils als naturalistische Wiedergaben ausgeführt sind, teils grafisch und farblich expressionistisch ins Abstrakte aufgelöste Stimmungsbilder sind.
Erich Schönfeld hat Rembrandt, Rubens, Pieter Janssens Elinga, Ruisdael, Murillo, Cornelisz sowie Thoma kopiert und interpretiert.

## Ausstellungen
- Gedenkausstellung im Rathaus Moormerland, 9. Februar bis 7. März 2014
- Gedenkausstellung in der Sparkasse Leer Ostfriesland, 19. Januar bis 23. Februar 2024 zum 120. Geburtstag des Künstlers